# Central'nyj rynok (metropolitana di Charkiv)
La stazione di Central'nyj rynok (in ucraino Центральний ринок, , in russo Центральный рынок ) è una stazione della metropolitana di Charkiv, sulla linea Cholodnohirs'ko-Zavods'ka.

## Storia
La stazione di Central'nyj rynok venne attivata il 23 agosto 1975, contemporaneamente alla prima tratta (da Cholodna hora a Moskovs'kij prospekt) della linea Cholodnohirs'ko-Zavods'ka.

## Strutture e impianti
Si tratta di una stazione sotterranea, con due binari – uno per ogni senso di marcia – serviti da una banchina ad isola.